# Harminckét nevem volt (film, 1972)
A Harminckét nevem volt 1972-ben készült Ságvári Endre-emlékfilm, 89 perces fekete-fehér, magyar filmdráma.

## Történet
1944 nyarán Ságvári Endre a németek vereségét felismerve fegyvereket kér a tatai kommunisták kiszabadításához az Andrássy úti laktanya parancsnokától.

## Szereplők
- Huszti Péter – Ságvári Endre
- Bessenyei Ferenc – Gombos-Götz
- Latinovits Zoltán – Juhos csendőrőrnagy
- Bicskey Károly – Cselényi
- Bodnár Erika – Judit
- Bánffy György – Csiszár ezredes
- Tahi Tóth László – Kálmán
- Mensáros László – professzor
- Pécsi Sándor – Forrai
- Törőcsik Mari – Forrainé
- Cs. Németh Lajos